# Antónia Munkácsi
Antónia Munkácsi (née le 26 novembre 1938 à Belgrade) est une athlète hongroise, spécialiste des épreuves de sprint. 
Elle se classe quatrième du 400 m lors des Jeux olympiques d'été de 1964.
Elle remporte la médaille d'argent du 400 m lors des championnats d'Europe de 1966, devancée par la Tchécoslovaque Anna Chmelková.